# Notodryas vallata
Notodryas vallata là một loài bướm đêm thuộc họ Epermeniidae. Loài này có ở Lãnh thổ Thủ đô Úc, New South Wales và Victoria.
Ấu trùng ăn lá của Eucalyptus macrorhyncha. They tie the leaves of their host plant with silk.

## Hình ảnh

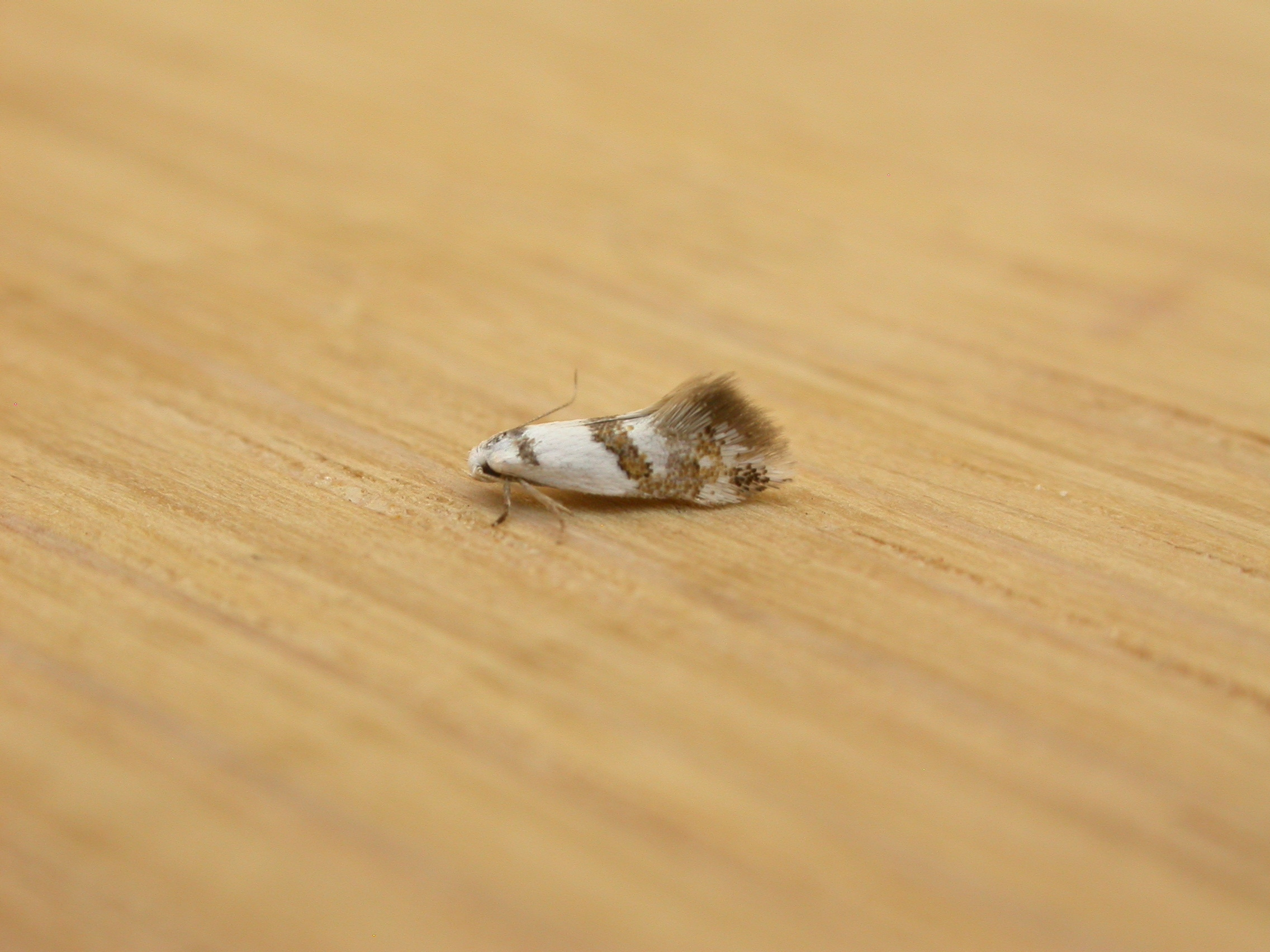
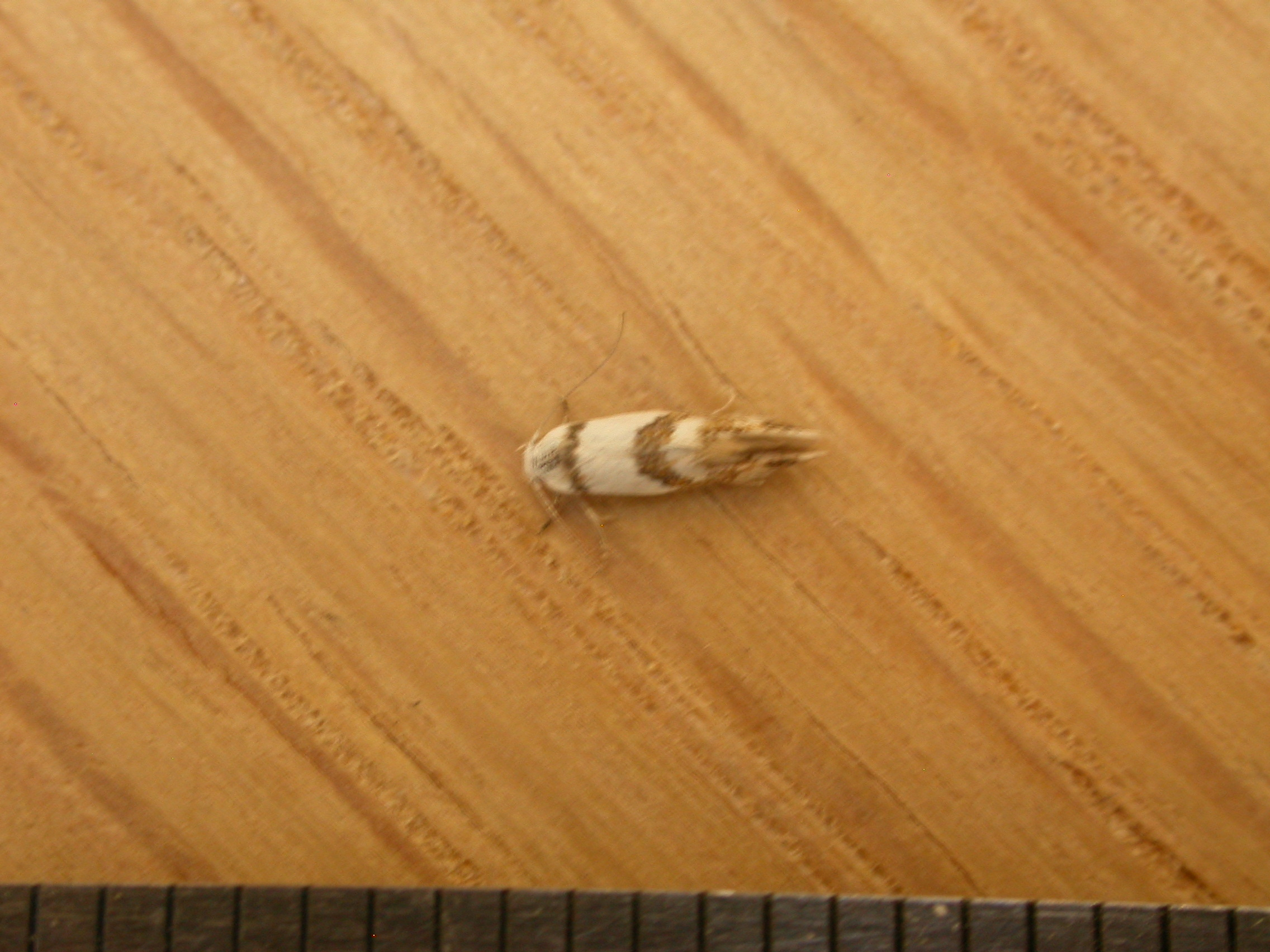